# Sérgio Napp
Sérgio Napp foi um poeta e compositor gaúcho, autor de diversos livros e canções regionais desde 1959. Formou-se em engenharia e foi professor universitário, mas desenvolveu carreira no mundo das artes e da cultura. 
A música Desgarrados, escrita junto com Mario Barbará, foi vencedora da 11.ª Califórnia da Canção Nativa de 1981, em Uruguaiana, e foi regravada diversas vezes, inclusive na Alemanha. 
Vencedoras de festivais nativistas no início dos anos 1980, suas músicas proporcionaram-lhe reconhecimento, já que desde a década de 1960 vinha se dedicando à poesia e à composição. São dele as canções Meus Olhos, gravada por Elis Regina, Pequeno Sol, por Hebe Camargo, e Tempo de Partir, por Clara Nunes e Walter Matesco.
Em 1987, Napp assumiu a direção do então incipiente projeto da Casa de Cultura Mario Quintana (CCMQ), participando do projeto de recuperação do Hotel Majestic, onde o centro cultural seria inaugurado em 25 de setembro de 1990 . Entre 1987 e 1991 foi diretor dessa instituição, durante o governo de Pedro Simon. Nos anos de 1997 e 1998, durante governo de Antônio Britto, foi novamente diretor da Casa de Cultura Mario Quintana, assim como em 2003, durante o governo de Germano Rigotto.
Ao longo desse período, destacou-se com a publicação de romances como Jogo de Circunstâncias e Pássaro dos Dias de Verão, ambos pela editora Tchê, livros de poesia, como Memórias das Águas (IEL) e Caixa de Guardados (Travessa dos Editores), e volumes infantojuvenis, a exemplo de A Gangue dos Livros (WS Editor).
Em 2005, tornou-se Patrono da Feira do Livro de Bento Gonçalves. 
Foi casado com Loreta, e é pai do Eduardo e do André. 